# Eduard Holzmair
Eduard Holzmair (* 4. Oktober 1902 in Wien; † 23. Dezember 1971 ebenda) war ein österreichischer Numismatiker und Geldhistoriker.

## Biografie
Eduard Holzmair studierte nach der Matura 1924 am Realgymnasium Wien VIII Germanistik, Geschichte, Historische Hilfswissenschaften und Kunst- und Wirtschaftsgeschichte an der Universität Wien. Von 1929 bis 1931 war er Mitglied des Österreichischen Instituts für Geschichtsforschung. 1931 wurde er an der Universität Wien mit der Arbeit Eckehart und Tauler. Ein Vergleich promoviert. Seit 1931 arbeitete er am Münzkabinett des Kunsthistorischen Museums in Wien, der Bundessammlung für Medaillen, Münzen und Geldzeichen, zunächst als Assistent, seit 1949 als Leiter, seit 1952 als Direktor. 1967 war er auch kurzzeitig Erster Direktor des gesamten Museums, bevor er in den Ruhestand trat. Holzmair lehrte seit 1949 als Privatdozent, seit 1959 als außerordentlicher Professor Numismatik und Geldgeschichte der mittleren und neueren Zeit an der Universität Wien. Er wurde am Dornbacher Friedhof bestattet.